# Marc Márquez
Marc Márquez Alentà (Cervera, 17 de fevereiro de 1993) é um piloto espanhol de motociclismo. Campeão de oito títulos da MotoGP nas categorias, 125cc (2010), Moto2 (2012) e MotoGP (2013, 2014, 2016, 2017, 2018 e 2019). Ele é irmão do piloto Álex Márquez.

## Carreira

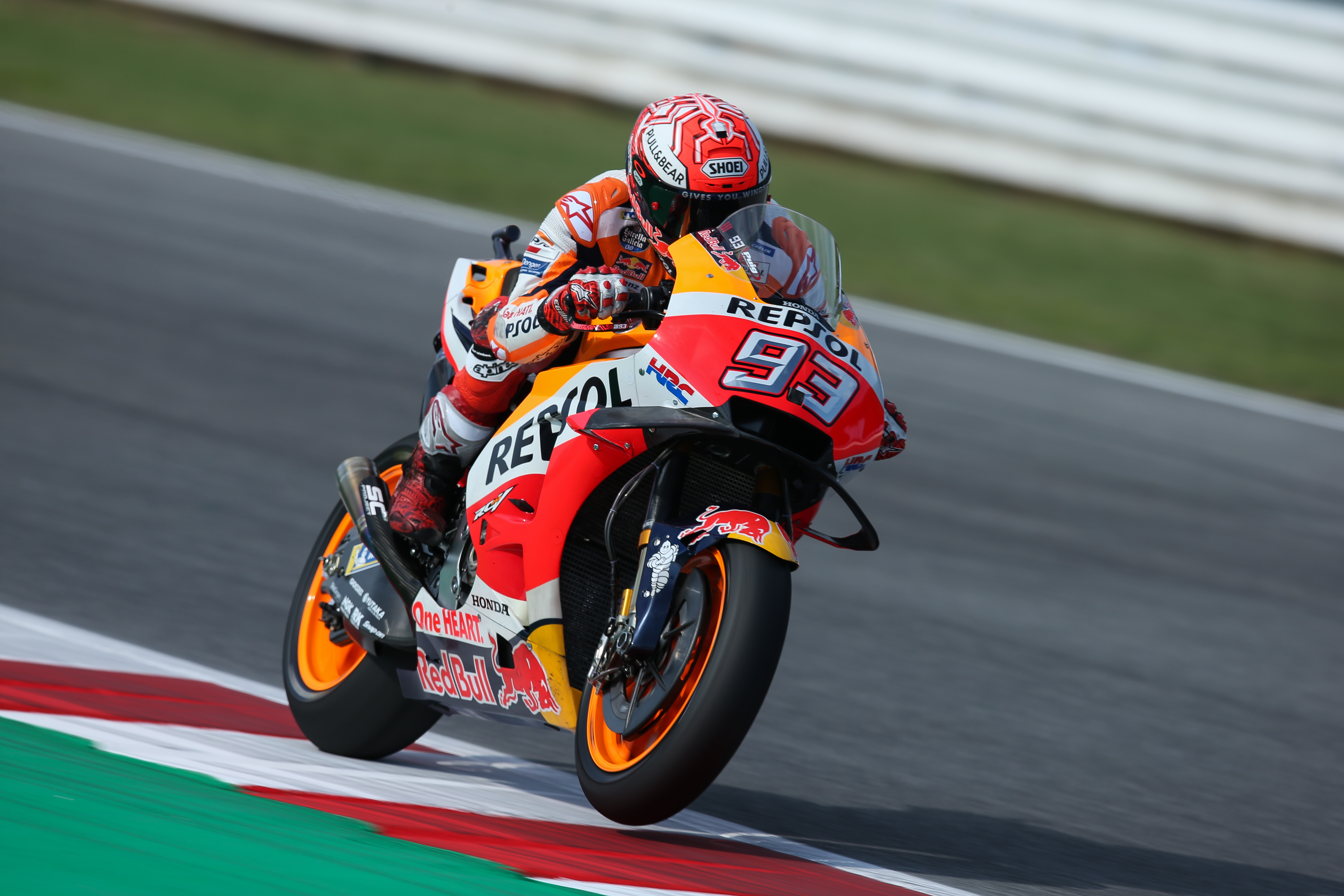
Márquez em 2018.

Nascido em  Cervera, na Catalunha, Márquez fez sua estreia em 13 de Abril de 2008, na categoria 125cc do Grand Prix em Portugal com 15 anos e 56 dias de idade. Ele é o mais jovem espanhol a conquistar uma pole e um pódio em um campeonato mundial. É conhecido por seu enorme talento e facilidade de adaptação aos circuitos que fazem parte do calendário do Moto GP. 
Após um período incrível de títulos onde conquistou 6 de 7 campeonatos disputados sofreu uma grave lesão no braço direito na primeira corrida da temporada 2020 que o tirou do campeonato e o obrigou a realizar três cirurgias em menos de um ano. 
Retornou na terceira corrida da temporada 2021 em Portugal e não obteve bons resultados nas primeiras corridas. No GP da Alemanha fez o improvável e manteve seu cartel de vitórias consecutivas no circuito, são 11 vitórias em 11 corridas disputadas somando as vitórias na Moto3, Moto2 e MotoGP. 
Após a vitória na Alemanha conseguiu um segundo lugar em Aragão e vitórias na Málasia e Estados Unidos.
Na temporada 2022 ainda não totalmente recuperado sofreu com quedas e muitas ausências no campeonato, após o GP da Itália anunciou que passaria por uma quarta cirurgia no braço para recuperar totalmente a mobilidade. 
Voltou para a disputa do campeonato no GP de San Marino, e conquistou um pódio no GP da Tailândia.

## Estatísticas

### Por temporada
| Temporada | Classe | Moto                    | Time                        | Número | Corridas | Vitórias | Podiums | Poles | Voltas Rápidas | Pontos | Classificação |
| --------- | ------ | ----------------------- | --------------------------- | ------ | -------- | -------- | ------- | ----- | -------------- | ------ | ------------- |
| 2008      | 125cc  | KTM                     | Repsol KTM 125cc            | 93     | 13       | 0        | 1       | 0     | 0              | 63     | 13º           |
| 2009      | 125cc  | KTM                     | Red Bull KTM Motosport      | 93     | 16       | 0        | 1       | 2     | 1              | 94     | 8º            |
| 2010      | 125cc  | Derbi                   | Red Bull Ajo Motorsport     | 93     | 17       | 10       | 12      | 12    | 8              | 310    | 1º            |
| 2011      | Moto2  | Suter                   | Team Catalunya Caixa Repsol | 93     | 15       | 7        | 11      | 7     | 2              | 251    | 2º            |
| 2012      | Moto2  | Suter                   | Team Catalunya Caixa Repsol | 93     | 17       | 9        | 14      | 7     | 5              | 328    | 1º            |
| 2013      | MotoGP | Honda RC213V            | Repsol Honda Team           | 93     | 18       | 6        | 16      | 9     | 11             | 334    | 1º            |
| 2014      | MotoGP | Honda RC213V            | Repsol Honda Team           | 93     | 18       | 13       | 14      | 13    | 12             | 362    | 1º            |
| 2015      | MotoGP | Honda RC213V            | Repsol Honda Team           | 93     | 18       | 5        | 9       | 8     | 7              | 242    | 3º            |
| 2016      | MotoGP | Honda RC213V            | Repsol Honda Team           | 93     | 18       | 5        | 12      | 7     | 5              | 298    | 1º            |
| 2017      | MotoGP | Honda RC213V            | Repsol Honda Team           | 93     | 18       | 6        | 12      | 8     | 4              | 298    | 1º            |
| 2018      | MotoGP | Honda RC213V            | Repsol Honda Team           | 93     | 19       | 9        | 14      | 7     | 7              | 321    | 1º            |
| 2019      | MotoGP | Honda RC213V            | Repsol Honda Team           | 93     | 19       | 12       | 18      | 10    | 12             | 420    | 1º            |
| 2020      | MotoGP | Honda RC213V            | Repsol Honda Team           | 93     | 1        | 0        | 0       | 0     | 1              | 0      | 16º           |
| 2021      | MotoGP | Honda RC213V            | Repsol Honda Team           | 93     | 14       | 3        | 4       | 0     | 2              | 142    | 7º            |
| 2022      | MotoGP | Honda RC213V            | Repsol Honda Team           | 93     | 12       | 0        | 1       | 1     | 0              | 113    | 13º           |
| 2023      | MotoGP | Honda RC213V            | Repsol Honda Team           | 93     | 15       | 0        | 1       | 1     | 0              | 96     | 14º           |
| 2024      | MotoGP | Ducati Desmosedici GP23 | Gresini Racing              | 93     | 20       | 3        | 10      | 2     | 4              | 392    | 3º            |
| 2025*     | MotoGP | Ducati Desmosedici GP23 | Ducati Lenovo               | 93     | 13       | 9        | 11      | 6     | 5              | 418*   | 1º*           |
| Total     | Total  | Total                   | Total                       | Total  | 280      | 97       | 161     | 101   | 83             | 4260   |               |

* Temporada em progresso.

### Corridas
| Temporada | Categoria | Time   | 1       | 2       | 3       | 4       | 5       | 6       | 7       | 8       | 9       | 10      | 11      | 12      | 13      | 14      | 15      | 16      | 17      | 18     | 19      | 20      | 21  | 22  | Classificação | Pontos |
| --------- | --------- | ------ | ------- | ------- | ------- | ------- | ------- | ------- | ------- | ------- | ------- | ------- | ------- | ------- | ------- | ------- | ------- | ------- | ------- | ------ | ------- | ------- | --- | --- | ------------- | ------ |
| 2008      | 125cc     | KTM    | QAT Les | SPA Les | POR 18  | CHN 12  | FRA Ret | ITA 19  | CAT 10  | GBR 3   | NED Ret | GER 9   | CZE Ret | SMR 4   | IND 6   | JPN Ret | AUS 9   | MAL Les | VAL Les |        |         |         |     |     | 13º           | 63     |
| 2009      | 125cc     | KTM    | QAT Ret | JPN 5   | SPA 3   | FRA Ret | ITA 5   | CAT 5   | NED 10  | GER 16  | GBR 15  | CZE 8   | IND 6   | SMR 4   | POR Ret | AUS 9   | MAL Ret | VAL 17  |         |        |         |         |     |     | 8º            | 94     |
| 2010      | 125cc     | Derbi  | QAT 3   | SPA Ret | FRA 3   | ITA 1   | GBR 1   | NED 1   | CAT 1   | GER 1   | CZE 7   | IND 10  | SMR 1   | ARA Ret | JPN 1   | MAL 1   | AUS 1   | POR 1   | VAL 4   |        |         |         |     |     | 1º            | 310    |
| 2011      | Moto2     | Suter  | QAT Ret | SPA Ret | POR 21  | FRA 1   | CAT 2   | GBR Ret | NED 1   | ITA 1   | GER 1   | CZE 2   | IND 1   | SMR 1   | ARA 1   | JPN 2   | AUS 3   | MAL NL  | VAL NP  |        |         |         |     |     | 2°            | 251    |
| 2012      | Moto2     | Suter  | QAT 1   | SPA 2   | POR 1   | FRA Ret | CAT 3   | GBR 3   | NED 1   | GER 1   | ITA 5   | IND 1   | CZE 1   | SMR 1   | ARA 2   | JPN 1   | MAL Ret | AUS 2   | VAL 1   |        |         |         |     |     | 1°            | 328    |
| 2013      | MotoGP    | Honda  | QAT 3   | AME 1   | SPA 2   | FRA 3   | ITA Ret | CAT 3   | NED 2   | GER 1   | USA 1   | IND 1   | CZE 1   | GBR 2   | SMR 2   | ARA 1   | MAL 2   | AUS DSQ | JPN 2   | VAL 3  |         |         |     |     | 1°            | 334    |
| 2014      | MotoGP    | Honda  | QAT 1   | AME 1   | ARG 1   | SPA 1   | FRA 1   | ITA 1   | CAT 1   | NED 1   | GER 1   | IND 1   | CZE 4   | GBR 1   | SMR 15  | ARA 13  | JPN 2   | AUS Ret | MAL 1   | VAL 1  |         |         |     |     | 1°            | 362    |
| 2015      | MotoGP    | Honda  | QAT 5   | AME 1   | ARG Ret | SPA 2   | FRA 4   | ITA Ret | CAT Ret | NED 2   | GER 1   | IND 1   | CZE 2   | GBR Ret | SMR 1   | ARA Ret | JPN 4   | AUS 1   | MAL Ret | VAL 2  |         |         |     |     | 3°            | 242    |
| 2016      | MotoGP    | Honda  | QAT 3   | ARG 1   | AME 1   | SPA 3   | FRA 13  | ITA 2   | CAT 2   | NED 2   | GER 1   | AUT 5   | CZE 3   | GBR 4   | SMR 4   | ARA 1   | JPN 1   | AUS Ret | MAL 11  | VAL 2  |         |         |     |     | 1°            | 298    |
| 2017      | MotoGP    | Honda  | QAT 4   | ARG Ret | AME 1   | SPA 2   | FRA Ret | ITA 6   | CAT 2   | NED 3   | GER 1   | CZE 1   | AUT 2   | GBR Ret | SMR 1   | ARA 1   | JPN 2   | AUS 1   | MAL 4   | VAL 3  |         |         |     |     | 1º            | 298    |
| 2018      | MotoGP    | Honda  | QAT 2   | ARG 18  | AME 1   | SPA 1   | FRA 1   | ITA 16  | CAT 2   | NED 1   | GER 1   | CZE 3   | AUT 2   | GBR C   | SMR 2   | ARA 1   | THA 1   | JPN 1   | AUS Ret | MAL 1  | VAL Ret |         |     |     | 1º            | 321    |
| 2019      | MotoGP    | Honda  | QAT 2   | ARG 1   | AME Ret | SPA 1   | FRA 1   | ITA 2   | CAT 1   | NED 2   | GER 1   | CZE 1   | AUT 2   | GBR 2   | SMR 1   | ARA 1   | THA 1   | JPN 1   | AUS 1   | MAL 2  | VAL 1   |         |     |     | 1º            | 420    |
| 2020      | MotoGP    | Honda  | SPA Ret | ANC NL  | CZE Les | AUT Les | EST Les | RSM Les | EMI Les | CAT Les | FRA Les | ARA Les | TER Les | EUR Les | VAL Les | POR Les |         |         |         |        |         |         |     |     | 0º            | 0      |
| 2021      | MotoGP    | Honda  | QAT Les | DOH Les | POR 7   | SPA 9   | FRA Ret | ITA Ret | CAT Ret | GER 1   | NED 7   | FIN 8   | AUT 15  | GBR Ret | ARA 2   | RSM 4   | AME 1   | EMI 1   | ALR     | VAL    |         |         |     |     | 7º            | 142    |
| 2022      | MotoGP    | Honda  | QAT 5   | INA NL  | ARG     | AME 6   | POR 6   | SPA 4   | FRA 6   | ITA 10  | CAT     | GER     | NED     | GBR     | AUT     | SMR     | ARA Ret | JPN 4   | THA 5   | AUS 2  | MAL 7   | VAL Ret |     |     | 13º           | 113    |
| 2023      | MotoGP    | Honda  | POR Ret | ARG     | AME     | SPA     | FRA Ret | ITA Ret | GER NL  | NED NL  | GBR Ret | AUT 12  | CAT 13  | SMR 7   | IND 9   | JPN 3   | INA Ret | AUS 15  | THA 6   | MAL 13 | QAT 11  | VAL Ret |     |     | 14º           | 94     |
| 2024      | MotoGP    | Ducati | QAT 4   | POR 16  | AME Ret | SPA 2   | FRA 2   | CAT 3   | ITA 4   | NED 10  | GER 2   | GBR 4   | AUT 4   | ARA 1   | SMR 1   | EMI 3   | INA 3   | AUS 1   | THA 6   | MAL 12 | SLD 2   |         |     |     | 3º            | 392    |
| 2025*     | MotoGP    | Ducati | THA 1   | ARG 1   | AME Ret | QAT 1   | SPA 12  | FRA 2   | GBR 3   | ARA 1   | ITA 1   | NED 1   | GER 1   | CZE 1   | AUT 1   | HUN     | CAT     | SMR     | JPN     | INA    | AUS     | MAL     | POR | VAL | 1º*           | 344*   |

* Temporada atual.

## Ligação externa
- [www.marcmarquez93.com «Página oficial»] Verifique valor |url= (ajuda)
- Marc Márquez - Perfil no site oficial MotoGP
- Marc Márquez no X

| Precedido por Julián Simón  | Campeão Mundial de 125cc 2010                              | Sucedido por Nicolás Terol    |
| Precedido por Stefan Bradl  | Campeão Mundial de Moto2 2012                              | Sucedido por Pol Espargaró    |
| Precedido por Jorge Lorenzo | Campeão Mundial de MotoGP 2013–2014                        | Sucedido por Jorge Lorenzo    |
| Precedido por Jorge Lorenzo | Campeão Mundial de MotoGP 2016–2019                        | Sucedido por Joan Mir         |
| Precedido por Andy Murray   | Prêmio Laureus do Esporte Mundial de revelação do ano 2014 | Sucedido por Daniel Ricciardo |